# (11006) Gilson
(11006) Gilson (1980 TZ3) – planetoida z pasa głównego asteroid okrążająca Słońce w ciągu 3,21 lat w średniej odległości 2,18 j.a. Odkryta 9 października 1980 roku.